# Ciemińskie
Ciemińskie (powszechnie jako Kluki Ciemińskie, ponadto także jako Ciemińskie chaty; niem. Zemminer Klucken) – nieistniejąca wieś słowińska w Polsce położona w województwie pomorskim, w powiecie słupskim, w gminie Smołdzino, na Wybrzeżu Słowińskim i nad jeziorem Łebskim (obszar Słowińskiego Parku Narodowego).
Powstała prawdopodobnie w początku XIX w. w wyniku rozbudowania na południe wsi Kluki na ziemiach należących do majątku Ciemino (stąd druga część nazwy wsi). W drugiej połowie XIX w. zamieszkiwało ją 5 rodzin w 4 zagrodach, należących do parafii luterańskiej Główczyce. Przez Słowińców wieś była nazywana Ciemińsko, a część nad rzeczką Pustynką - Błotnicki. Nazwę Kluki Ciemińskie stosowano, ponieważ traktowana była jako część wsi Kluki z jednym sołtysem. Po wojnie ustalono oficjalną polską nazwę w formie Ciemińskie.
W wyniku ucieczek i wysiedleń w okresie 1945–1955 wieś wyludniła się, a zabudowania zburzono.